# Pseudacris triseriata
Pseudacris triseriata är en groda från Nordamerika som tillhör släktet Pseudacris och familjen lövgrodor.

## Utseende
En liten groda med grå, olivgrön eller brun ovansida med 3 mörka strimmor eller fläckrader längs ryggen, en vit till beige överläpp och ett mörkbrunt streck från ögat längs sidan av huvud och kropp. Buken är vitaktig, vanligtvis med mörka fläckar på strupe och haka. Huden är fuktig och vårtig, och tårna saknar simhud samt har små tådynor. Hanen, som vanligtvis är mindre än honan, har en oparig, mörk kindpåse, som verkar gulaktig när den är utspänd. Längden uppgår till 1,9 – 3,9 cm. Grodynglen är grå eller bruna, med genomskinliga fenor som oftast har mörka prickar. Buken är bronsfärgad och halvgenomskinlig. Längden uppgår som mest till ungefär 3 cm. 

## Taxonomi
Viss oenighet råder kring denna arts och vissa angränsande arters taxonomiska status. Vissa forskare valde nyligen (2007) att betrakta taxonen P. triseriata, P. maculata, P. feriarum och P. clarkii som separata arter. Det är emellertid ett beslut som inte alla forskare är ense om, utan de betraktar dem i stället som underarter av P. triseriata.

## Utbredning
Arten finns i sydöstra Kanada och nordöstra USA från södra Ontario och västra New York (delstaten) över Indiana, Ohio och västra Pennsylvania till södra Illinois, västra Kentucky och nordvästra Tennessee.

## Vanor
Pseudacris triseriata lever helst på öppna områden som fuktiga ängar, träskmark, temporära vattensamlingar och i skogsbryn. Den gömmer sig ofta under stockar, stenar, bland vissna löv, nergrävda i lös jord eller i övergivna djurbon, och övervintrar på liknande platser. De flesta individerna dör som yngel eller som nyförvandlade grodor, men vuxna individer har en förväntad livslängd på ungefär 5 år.

### Föda och predation
Vuxna grodor lever av olika ryggradslösa djur, som myror, tvåvingar, fjärilar och dess larver, dvärgstritar och spindlar. Nyförvandlade grodor tar mindre byten som kvalster och hoppstjärtar. Grodynglen är vegetarianer och livnär sig främst på alger. Själv är grodan föda åt smådäggdjur, större fåglar och ormar. Ynglen och de nybildade grodorna kan tjäna som föda åt andra grodor, fiskar, kräftor, sköldpaddor och trollsländelarver.

### Fortplantning
Parning och larvutveckling sker i grunda, ostörda vattensamlingar, vanligtvis temporära, med vegetation i och under vattenytan. Typiska habitat kan vara ängar efter kraftiga regn, diken och tillfälliga vattensamlingar i flodfåror. Leken varar från vårvinter – tidig vår till vår, med en höjdpunkt i april; tidigare i den södra delen av utbredningsområdet, senare i den norra. Honan lägger mellan 500 och 1 500 ägg i geleaktiga klumpar om 20 till 300 ägg vardera, fästa vid översvämmade grässtrån eller kvistar. Äggen kläcks efter 3 till 14 dagar, och grodynglen förvandlas mellan 40 och 90 dagar senare. Grodorna blir könsmogna före 1 års ålder.

## Status
Pseudacris triseriata är klassificerad som livskraftig ("LC") av IUCN, men populationen minskar. Exakt anledning är inte känd, men troliga orsaker är utdikning, nyplantering av skog, torka, föroreningar från jordbruk och svampsjukdomar som chytridiomycos.